# Herrschaft Bosweiler und Quirnheim

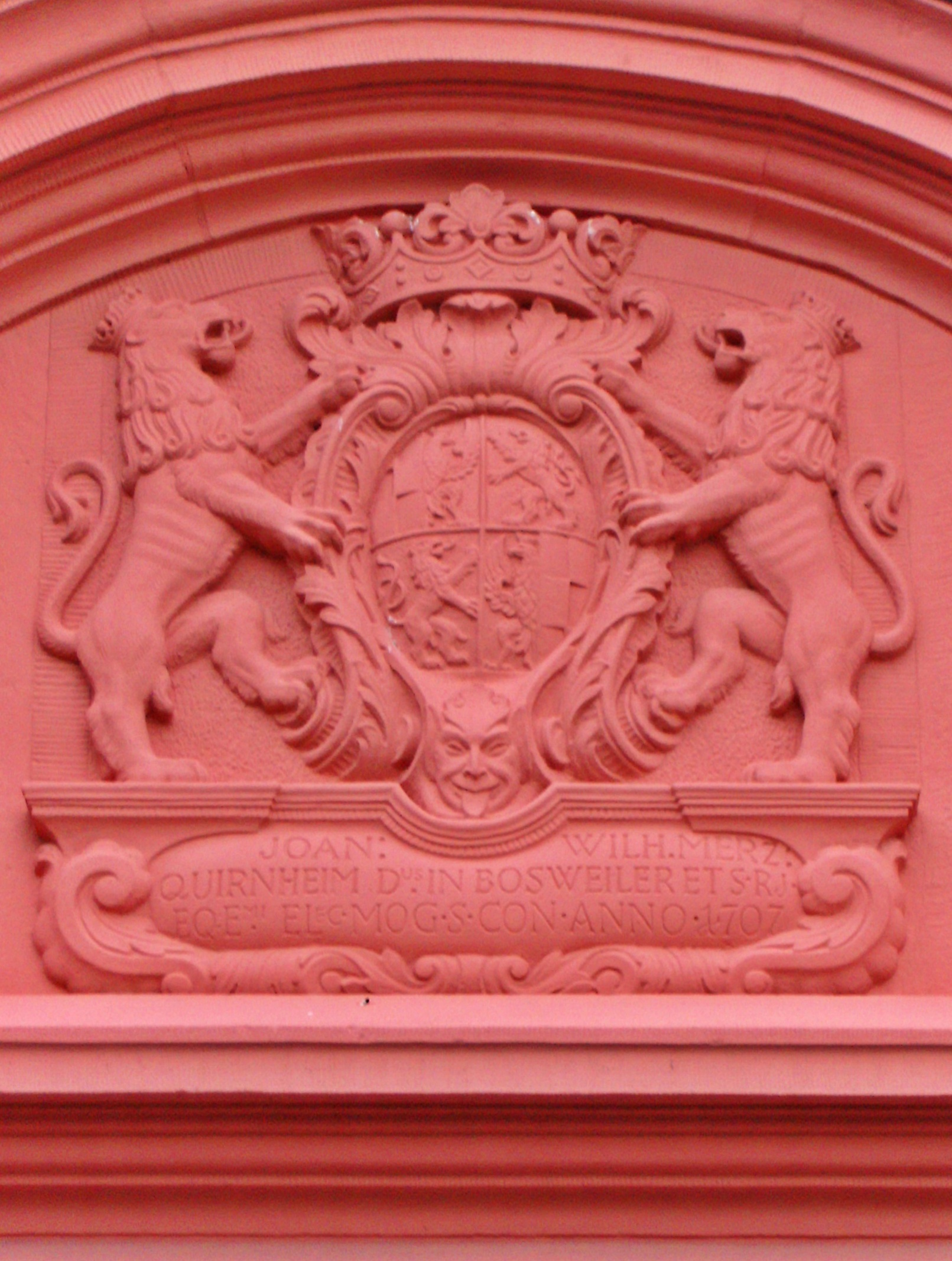
Herrschaftswappen an der Kirche St. Oswald, Boßweiler

Die Herrschaft Quirnheim und Bosweiler war ein leiningen-westerburgisches Lehen, das 1671 an den Kurmainzer Rat, leiningenschen und speyerischen Kanzler Quirinus Merz verliehen und nach Erweiterung durch andere weltliche bzw. kirchliche Lehen von dessen Nachfahren bis zur Französischen Revolution verwaltet wurde. Das Lehensgebiet lag in der Rheinpfalz und wurde von knapp 600 Menschen bewohnt.

## Bestand
Das Gebiet war in gemischtem Besitz der Leininger Grafen, der Kirche und der Kurpfalz.
Die Herrschaft bestand zunächst aus den namengebenden Dörfern Boßweiler und Quirnheim, den Mühlen (Bruchmühle und Papiermühle) und dem Gebiet bis nach Quirnheim-Tal mit den Gutshöfen Neuhäuschen und Göbelshaus, hinzu kam noch das koldersche Hofgut in Neuleiningen und in Grünstadt wurden noch die lungenfeldschen Besitztümer gewährt.
Zu Quirnheim selbst zählten auch die vier Rittergüter Quirnheimerhof, Hertlingshäuserhof, Hofgut Bosweiler und der ehemalige Alte Lungenfelderhof in Neuleiningen.
Mit der Herrschaft verbunden war das Mannlehen des Hauses Leiningen für die eigentlichen Dörfer Quirnheim und Bosweiler mit einigen erbverlehnten Bauernhöfen als Afterlehen sowie der Große und Kleine Zehnten, die niederen Gerichtsbarkeit und die Stellung als kirchlicher Dominus von Bosweiler der dortigen katholische Kirche. Kurz nach 1800 wurden für Quirnheim selbst 378 Katholiken, 152 Protestanten, 17 Juden und 35 Mennoniten, insgesamt 582 Einwohner gezählt.

## Geschichte

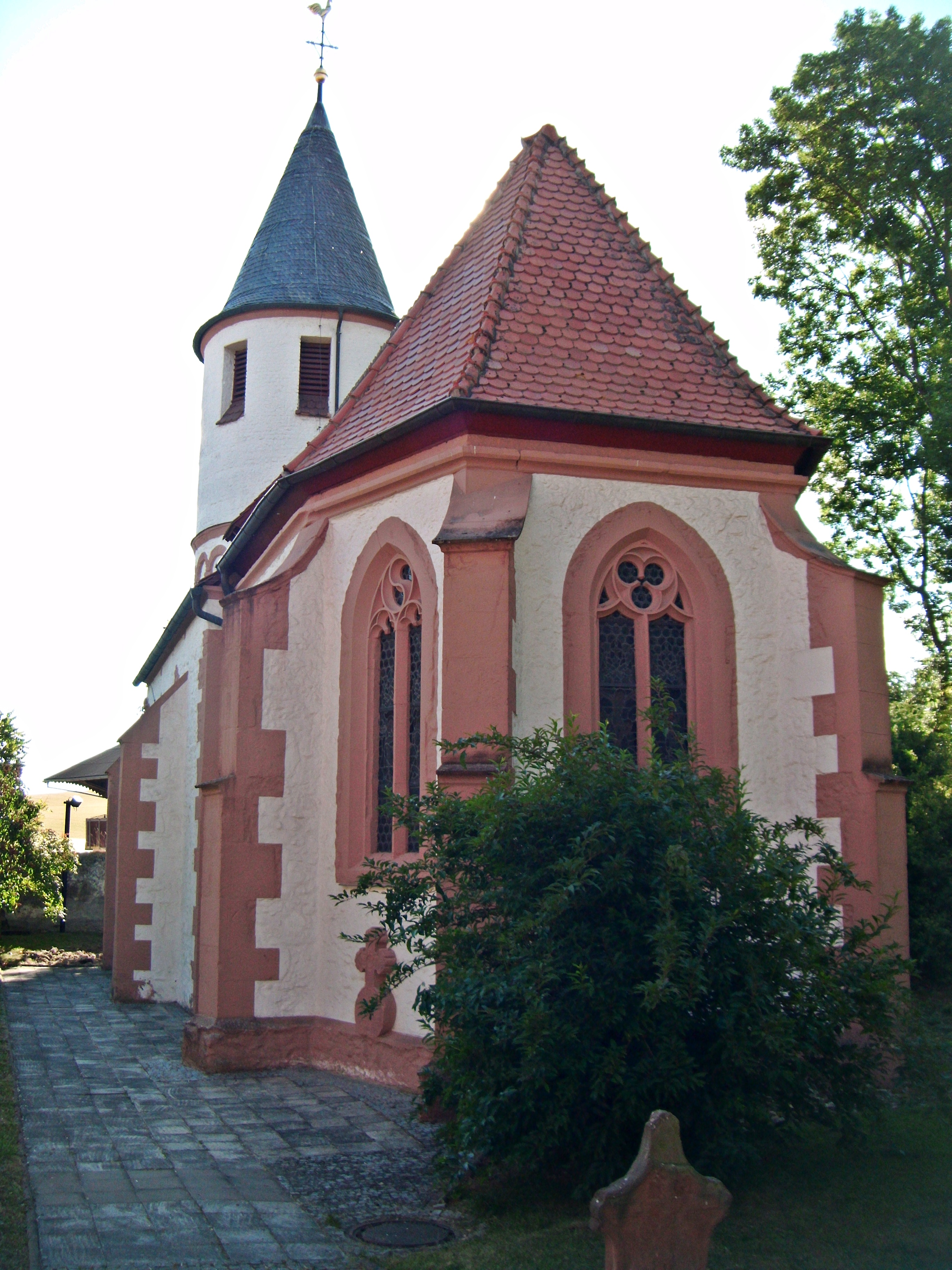
Kirche in Quirnheim aus dem 8. Jahrhundert

Der Ort Boßweiler wurde schon 767 in einer Urkunde des Klosters Fulda und im gleichen Jahr (oder je nach Quelle auch erst 770) im Lorscher Codex erwähnt, die Kirche St. Maria und St. Martin in Quirnheim wurde später im Mai 771 in einer Urkunde genannt; sie gilt damit als älteste Kirche des Landkreises Bad Dürkheim. Ab 780 ist „Buxlare“ im Besitz des Klosters Lorsch, weitere kirchliche Eigentümer der Gemeinden waren das Kloster Höningen, das Kloster Rosenthal (Pfalz), das Kloster Hertlingshausen und als letzteres das Kloster Stephansfeld um 1450. Die Grafen von Leiningen-Westerburg erhielten 1467 die Herrschaft über Quirnheim. Boßweiler war Mitte des 17. Jahrhunderts in gemischtem Besitz, zusammen mit der Kurpfalz und der katholischen Kirche.

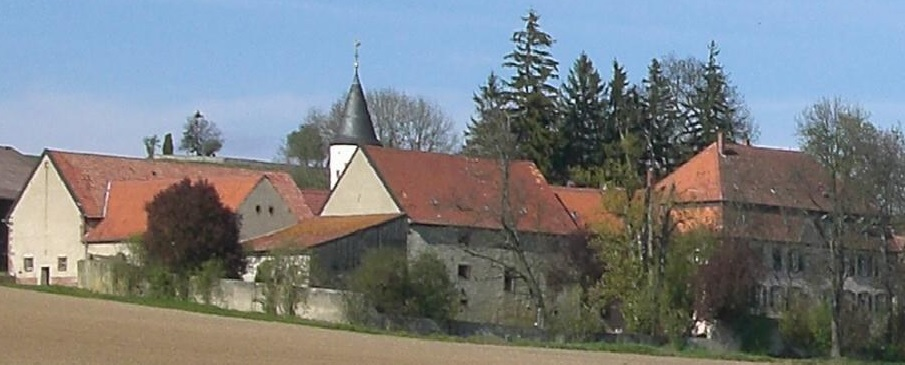
Quirnheimer Gutshof mit Herrenhaus (rechts), im Hintergrund ist die Kirchturmspitze der alten Kapelle St. Maria und St. Martin zu erkennen

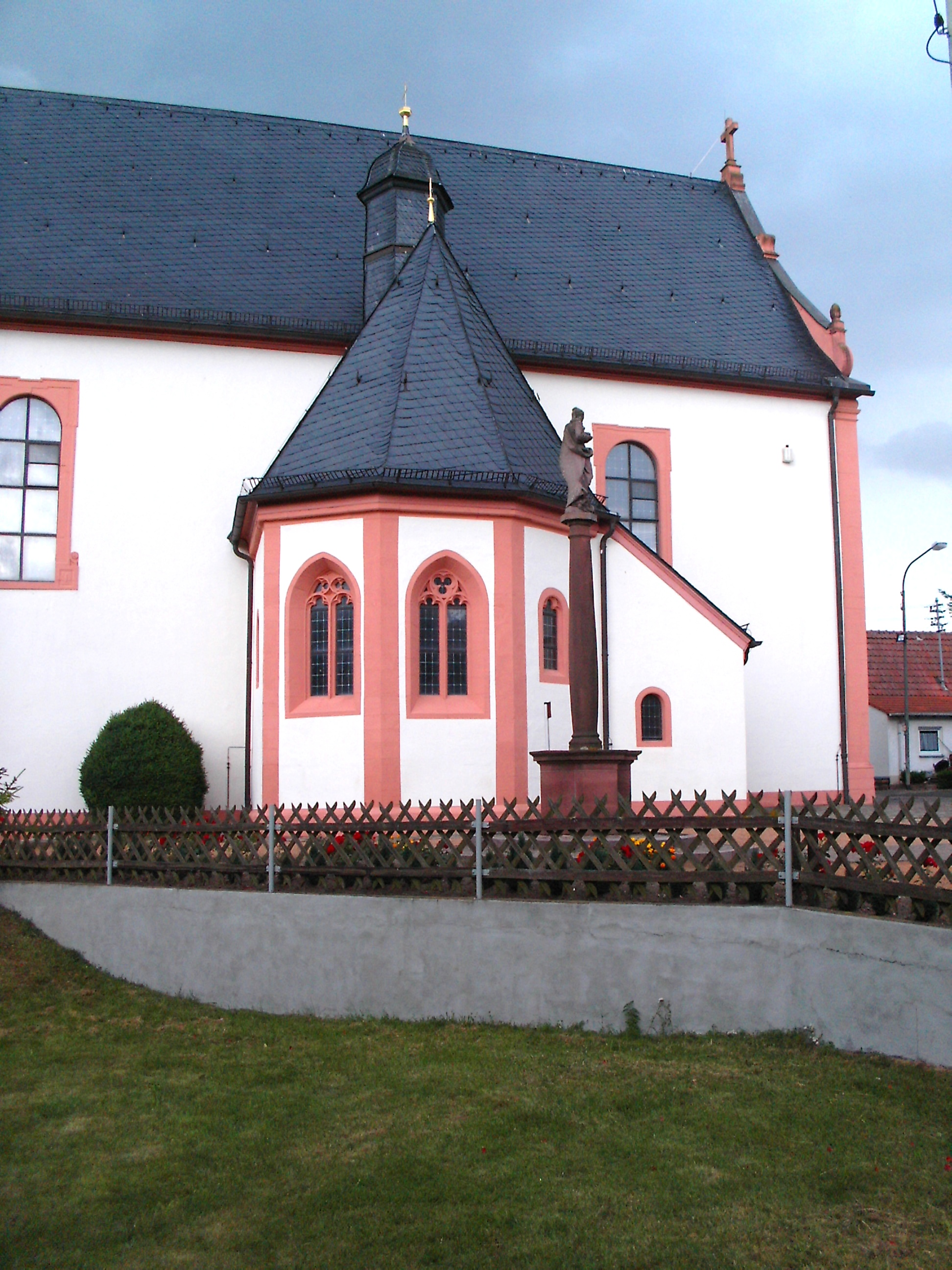
St. Oswald in Boßweiler Seitenkapelle aus dem 15. Jahrhundert, 1707 von Johann v. Merz zur Pfarrkirche ausgebaut

Quirinus von Merz hatte bereits 1663 den ehemaligen Hertlingshäuser Klosterhof (später Merzsches Schloß) in Besitz, und zwar als Pfand für seine Dienste als Komitialgesandter beim Immerwährenden Reichstag und Kanzler der Leininger. Dem Grafen Ludwig Eberhard von Leiningen-Westerburg wurde der spätere kurmainzische Kanzler ein guter Freund und Berater. So gelang es dem katholischen Kirchenrechtler den evangelischen Grafen zu einem Glaubensübertritt und zur Rückkehr zu seiner angetrauten Ehefrau zu überzeugen. Im Jahr 1671, dem Jahr der Konversion der Grafen Leiningen-Westerburg-Rixingen, bekam Quirinus Merz das lungenfeldsche Hofgut und koldersche Liegenschaften aus kirchlichem Besitz. 1672 erhielt er die Herrschaft über die ganze Gemarkung Quirnheim und Boßweiler (damals noch Bosweiler), was schließlich 1673 in einem Lehensvertrag festgeschrieben wurde.
Seit 1673 auch Kanzler des Kurfürstentums Mainz wurde Quirinus von Merz 1675 zum Freiherr erhoben. In den späteren Jahren überließ der Sohn Johann Wilhelm von Merz den Besitz in Neuleiningen seinem Freund, dem hochverschuldeten Grafen Philipp Ludwig, Sohn des Ludwig Eberhard. 1699 stiftete Johann Wilhelm von Merz das Grundstück für das vom Grafen in Grünstadt geplante Kapuziner-Kloster, dessen Gebäude heute als Schwesternhaus bzw. als katholische Pfarrkirche dienen. Im selben Jahr wurde die Herrschaft wahrscheinlich auch zur Freiherrlichkeit und die Planung zum Ausbau der Pfarrkirche in Boßweiler begonnen, welche 1707 fertiggestellt wurde.
Allod-Besitz bestand in Mainz, Worms und Gütern im braunschweigischen Schierholtz. 1683 wurde die Herrschaft um weite Gebiete auf der Halligeninsel Nordstrand durch die Erbschaft von Johann Daniel von Freins-Nordstrand erweitert, der Besitz soll noch 1792 bestanden haben.
Die Herrschaft Bosweiler und Quirnheim erlosch durch den Vertrag von Lunéville (1801) und den Tod des Freiherrn Karl Josef Merz († 1802). Die französische Verwaltung wurde vom Département du Mont-Tonnerre mit Regierungssitz in Mainz bis 1814 geführt. 1816 fielen die Orte wie die ganze Pfalz dem Königreich Bayern zu.

## Liste der Herren von Bosweiler
Personen, die die Herrschaft innehatten und das Prädikat Herr auf Bosweiler (und Quirnheim) führten:
1. Quirinus von Merz († 1695), übergab die Herrschaft 1677/78 an seinen Sohn und führte dann das Prädikat Herr in Schierholtz, Adelsprädikat 1678[9] bestätigt
2. Johann Wilhelm Merz von Quirnheim (1652–1718), Erbauer der katholischen Kirche in Boßweiler, Stifter in Grünstadt und Worms
3. Karl Joseph Alois Merz von Quirnheim[10] († 1748), Defendent[11] an der Universität Heidelberg[12]
4. Karl Joseph Heinrich Merz von Quirnheim (1747–1802), wurde enteignet und starb während der französischen Besatzung

Karl Albert Merz von Quirnheim (1774–1857) erhob zwar noch Anspruch auf die Herrschaft bzw. das Lehen, dieser wurde jedoch vom Königreich Bayern nicht anerkannt